# Sericanthe andongensis
Sericanthe andongensis là một loài thực vật có hoa trong họ Thiến thảo. Loài này được (Hiern) Robbr. miêu tả khoa học đầu tiên năm 1978.